# Prix de l'essai France Culture - Arte
Ne doit pas être confondu avec Prix de l'essai.
Le Prix de l'essai France Culture - Arte est un prix littéraire annuel, créé en 2021 par France Culture et Arte. Il est attribué à un essai « traitant d’un enjeu contemporain publié par un chercheur ou un penseur et appuyé sur une recherche »,,.
À sa création, le jury du prix est composé de Stéphane Durand (Actes Sud), Amélie Petit (Premier Parallèle), Chloé Pathé (Anamosa), Christophe Bataille (Grasset), Maxime Catroux (Flammarion), Stéphanie Chevrier (La Découverte) et Séverine Nikel (Seuil).

## Lauréats
- 2021 : Charles Stépanoff, L'Animal et la Mort (La Découverte), une enquête ethnographique sur la transformation écopaysagère par l'agriculture intensive[5]et sur la sociologie des chasseurs[6].
- 2022 : Philippe Descola, Alessandro Pignocchi, Ethnographies des mondes à venir (Seuil), un essai interrogeant l’opportunité d'accorder un statut juridique à des entités représentant le vivant non humain[7],[8].
- 2023 : Chowra Makaremi, Femme ! Vie ! Liberté ! Échos d’un soulèvement révolutionnaire en Iran, Éditions La Découverte[9].